# 约如
约如（藏語：གཡོ་རུ，威利转写：gyo ru），是吐蕃的一个如（一种一级行政区），辖区包括今天山南市、林芝市的大部和拉萨市的小部。
约如以雅隆昌珠（ཡར་ལུངས་ཁྲ་འབྲུག，今山南市乃东区昌珠寺）为中心，东到工域哲那（ཀུང་ཡུལ་བྲེས་སྣ，今林芝市巴宜区玉容增村），南至夏乌达果（ཤ་བུགས་སྟག་སྒོ，今错那市卡达乡西午村），西至喀惹康孜（ཁ་རག་གངས་རྩེ，今浪卡子县白地乡一带尕日拉—蒙拉山系），北至玛拉拉举（རྨ་ལ་ལ་བརྒྱུད，今吉曲与雅鲁藏布江间米拉山）。北邻伍如，西邻如拉、叶如，南邻门域。
约如共计下辖16个域本，12个东岱，总人口70万。

## 历史
七世纪初，松赞干布建立吐蕃王朝。在王朝初期，松赞干布通过会盟与分封的方式，设立了十八个采邑（དབང་རིས་）。随后在吐蕃的发展中，出于加强中央集权的需要，将原有的采邑重新编成几个如。约如于芒松芒赞时期由噶尔·东赞设立，是最早设立的如之一。
因其辖境为雅隆部故地，约如在吐蕃王朝的政治生活中占据重要地位，吐蕃赞普频繁驻于此地。如赤松德赞曾有数年在扎玛尔（今山南市乃东区吉如拉康）办公。
吐蕃扩张期间，约如所属东岱频繁参与战争，大多数东岱部署于李域地区。
842年，吐蕃赞普朗达玛被僧人拉隆贝吉多杰射杀，其子云丹、俄松分别占据伍如、约如，彼此攻伐，约如陷入了持续12年的伍约之战（དབུ་གཡོར་འབྲུག་པ中。869年后，吐蕃爆发奴隶起义，以许布达孜（ཤུད་པུ་སྟག་རྩེ）为首的起义军于877年捣毁赞普陵墓，标志着吐蕃王朝在约如统治的终结。

## 下辖东岱
根据传世文献和出土文献记载，约如下辖的东岱数量在8个至10个不等，共计12个东岱如下：
- 雅隆（ཡར་ལུང）东岱（即雍布拉康，今山南市乃东区）[2][14]
- 青隆（བཕྱིང་ལུང）东岱（即匹播城，今山南市琼结县琼结镇）[2] [14]
- 雅仓（ཡར་མཚམས）东岱（即野而古，今山南市曲松县加瓦村）[2]
- 玉邦（གཡུ་བན་གས）东岱（即哲那城，今林芝市巴宜区则拉岗村）[4][15][3][2]
- 塔布（དགས་པོ）东岱（即塔域楚西（དབགསྱུལ་སེ་མོག་རུབ་ཞི），今山南市加查县）[2][16]
- 尼雅尼（ཉག་ཉི）东岱（今林芝市朗县、米林市一带）[2] [11]
- 聂（དམྱལ）东岱（今山南市隆子县西巴霞曲流域）[2][17]
- 洛扎（ལྷོ་བྲག）东岱（今山南市洛扎县洛扎镇）[2][18]

- 洛若小东岱（ལོ་རོ་སྟོང་བུ་ཆུང）（今不丹东北部）[2][3]
- 北部近卫（སྐུ་སྲུང་བྱ་ཕྱོགས་པ）[2]
- 东部近卫（སྐུ་སྲུང་ཤར་ཕྱོགས་པ）[6]
- 娘波（དྭགསཔོ）东岱（今林芝市工布江达县娘蒲乡）[6][4]

其中，雅隆、青隆二东岱属聂氏、蔡邦氏，雅仓、玉邦二东岱属那囊氏、娘氏，塔布、尼雅尼二东岱属洛氏、琛氏，娘波东岱属冬氏，聂、洛扎二东岱属聂瓦氏，洛惹小东岱属昌顿氏。
雅仓、塔布、聂、洛扎四东岱和叶惹小东岱均部署于李域地区。

## 下辖域本
《弟吾宗教源流》记载吐蕃各如都有16个域本（地方长官）。其中，约如下辖域本如下：
- 昂热小域本（ང་རབས་ཡུལ་དཔོན）
- 弓波（གུང་པོ）域本（今林芝市巴宜区林芝镇尼池村）[2][4][15]
- 岗巴（གང་བ）域本
- 亚达（ཡར་མདའ）域本
- 青隆（འཆིངས་ལུང）域本（即匹播城，今山南市琼结县琼结镇）[14]
- 直昂（གར་ང）域本
- 若巴（རོག་པ）域本
- 洛若（ལོ་རོ）域本（今不丹东北部）[3]
- 本巴（བན་པ）域本
- 当雪（སྟམ་ཤལ）域本
- 库亭（ཁོམ་ཐིང）域本
- 扎隆（བྲག་ལུང）域本
- 杜雄（དོལ་གཞུང）域本
- 扎隆巴（གྲ་ལུང་པ）域本
- 克苏（ཁོབ་སོ）域本
- 羊卓南松（ཡ་འབྲོག་རྣམ་གསུམ）域本（今山南市浪卡子镇）[5]

## 境内塞康
根据苯教文献记载，卫藏四如共有三十七座塞康(གསས་མཁར，即神殿）。其中，约如境内七个塞康如下：
- 沃卡秀吉（今山南市桑日县白地乡原沃卡乡一带）
- 娘域幸纳（今林芝市尼洋河流域）
- 工域哲那（今林芝市巴宜区玉容增村[4]）
- 叶隆岗瓦
- 雅隆素卡（今山南市乃东区一带[14]）
- 龙雪塘玛（今山南市扎囊县）
- 墨竹错雪